# Порошок
Порошо́к — тонкоподрібнене тверде тіло; дисперсний сипкий матеріал. Розміри його частинок від 10-4 до 10-1 міліметрів. Порошок з частинками одного розміру називають монодисперсним, різного розміру — полідисперсним. Порошок одержують механічним подрібнюванням (диспергуванням) твердих тіл, наприклад металів чи мінералів у вихрових і кульових млинах, виділенням твердої дисперсної фази з пересиченого розчину або пари. Вдаються також до відновлення металів з оксидів газоподібними чи твердими відновниками, до термічного розкладу карбонілів металів, розпилювання рідкого металу водою, стиснутим повітрям, інертним газом тощо. З порошку металів одержують порошкові матеріали. Його використовують для зварювальних і наплавочних робіт, плазмового напилення тощо. У вигляді порошку виготовляють мінеральні добрива, мийні засоби, складові частини пластичних мас, гуми, фарб, вибухових та інших речовин.